# Bitva v zátoce císařovny Augusty
Bitva v zátoce císařovny Augusty byla jednou z námořních bitev druhé světové války v Pacifiku mezi japonským a americkým námořnictvem. Odehrála se v noci 1.-2. listopadu 1943 u ostrova Bougainville v Šalomounových ostrovech a představuje klíčovou část bitvy o Bougainville.
1. listopadu v 5:00 po leteckém a námořním bombardování začal v zátoce císařovny Augusty na západním pobřeží ostrova Bougainville výsadek. Z 12 transportních lodí se začalo vyloďovat 14 000 mužů 3. divize americké námořní pěchoty pod velením generálmajora Turnage. K jejich ochraně byla určena TF 39 pod velením kontradmirála Merilla složená z lehkých křižníků Montpelier, Cleveland, Columbia, Denver a torpédoborců Charles Ausburne, Dyson, Stanly, Claxton, Spence, Thatcher, Converse a Foote.
Japonci se nejprve neúspěšně pokusili zaútočit na výsadek letadly z Rabaulu. Potom v 17:20 vyplul z Rabaulu svaz lodí pod velením kontradmirála Sentaró Omoriho složený z těžkých křižníků Mjókó, Haguro, lehkých křižníků Sendai, Agano a torpédoborců Šigure, Samidare, Širacuju, Naganami, Hacukaze a Wakacuki.
V této bitvě došlo k několika kolizím mezi vlastními loděmi, které způsobily téměř více škody než dělostřelecká palba. Nejprve se srazily japonské torpédoborce Samidare a Širacuju a byly tím vyřazeny z boje. Potom se srazil křižník Mjókó s torpédoborcem Hacukaze a torpédoborec přišel o příď. Ani Američanům se nevyhnula kolize, když se srazily torpédoborce Thatcher a Spence. K bojovým úspěchům si mohou Američané připsat potopení křižníku Sendai a torpédoborce Hacukaze. Japoncům se torpédem podařilo zasáhnout torpédoborec Foote a dělostřeleckou palbou křižník Denver.
TF 39 splnila svůj úkol a zabránila Japoncům zaútočit na výsadková plavidla a účinná se ukázala i změna taktiky, kdy byla opuštěna nepružná formace jedné kýlové řady. Svoji roli sehrál i zdokonalený radar díky němuž americké lodě střílely přesněji.